# Kuripan (Rambang Dangku)
Kuripan is een bestuurslaag in het regentschap Muara Enim van de provincie Zuid-Sumatra, Indonesië. Kuripan telt 2100 inwoners (volkstelling 2010).